# جرمق
جرمق هي إحدى القرى اللبنانية من قرى قضاء جزين في محافظة الجنوب.